# Medusaceratops
Medusaceratops ("Medúsina rohatá tvář") byl rod rohatého dinosaura (ceratopsida), žijícího v období svrchní křídy (geologický stupeň kampán, asi před 78 miliony let) na území dnešní Montany (USA, souvrství Judith River).

## Objev a popis
Tento zástupce chasmosaurinů byl popsán kanadským paleontologem Michaelem J. Ryanem v roce 2010 jako M. lokii. Název je odvozen od zvláštního tvaru epiokcipitálních růžků na okraji krčního límce, majících podobu chapadel medúzy. Medusaceratops dosahoval velikosti mohutného nosorožce a byl zřejmě loven velkými tyranosauridy. Mohl dorůstat délky přes 6 metrů a hmotnosti kolem 2 tun. Podle novější studie by Medusaceratops mohl být ve skutečnosti centrosaurinem.

## Systematické zařazení
Medusaceratops byl patrně zástupcem podčeledi Centrosaurinae a v jeho rámci také kladu Albertaceratopsini. Jeho nejbližšími vývojovými příbuznými pak byly další severoamerické rody Albertaceratops a Lokiceratops.